# 29690 Nistala
29690 Nistala este un asteroid din centura principală de asteroizi.

## Descriere
29690 Nistala este un asteroid din centura principală de asteroizi. A fost descoperit pe 15 decembrie 1998 la Socorro, New Mexico, în cadrul proiectului LINEAR. Asteroidul prezintă o orbită caracterizată de o semiaxă mare de 2,40 ua, o excentricitate de 0,05 și o înclinație de 9,0° în raport cu ecliptica.